# Daler Nasarow
Daler Nasarow (auch Daler Nazarov; tadschikisch/russisch Далер Назаров; persisch دلیر نظراف; * 8. September 1959 in Stalinabad, Tadschikische SSR) ist ein tadschikischer Filmkomponist, Sänger und Schauspieler.

## Leben
Nasarow wurde 1959 im damals sowjetischen Stalinabad (zwei Jahre später in Duschanbe umbenannt) geboren. Seine Familie gehört der Minderheit der Pamiri an. Nasarow verbrachte den Großteil seines Lebens in seiner Heimatstadt, lebte aber während des Tadschikischen Bürgerkriegs, der von 1992 bis 1997 andauerte, in Almaty in Kasachstan. Als sich die Lage in seiner Heimat wieder beruhigt hatte, kehrte Nasarow zurück.
1999 komponierte er gemeinsam mit Ingo Ludwig Frenzel die Filmmusik zu Achim von Borries Spielfilmdebüt England! Im selben Jahr zeigte er sich auch für die Filmmusik der deutsch-russischen Koproduktion Luna Papa verantwortlich. Mit dem Regisseur von Luna Papa, seinem Landsmann Bachtijor Chudoinasarow, arbeitete Nasarow auch in den Folgejahren zusammen. So komponierte er den Soundtrack zu dessen 2003 erschienenen Film Leben einmal anders. Seitdem wirkte er an zahlreichen weiteren Filmen mit und veröffentlichte außerdem als Sänger mehrere Soloalben. Nasarow verbindet Elemente der tadschikischen Volksmusik und tadschikische Musikinstrumente mit westlicher Musik. In Tadschikistan gehört er zu den bekanntesten Musikern.

## Filmografie (Auswahl)

### Als Schauspieler
- 1988: Kumir
- 2005: Sex i filosofija

### Als Filmkomponist
- 1979: Junosti perwoje utro (russisch Юности первое утро)
- 1988: Kumir
- 1993: Tonnel
- 1999: England!
- 1999: Luna Papa (Лунный папа)
- 2000: Roschdestwenskaja misterija (Рождественская мистерия)
- 2003: Leben einmal anders (Шик)
- 2003: Meistersinger: The Sound of Russia
- 2004: Die sibirische Knochenjagd
- 2008: Opium War
- 2008: Bobo
- 2009: The Man Who Came with the Snow

## Diskografie
- Джирай
- Ёд кардам
- 1993: Daler Nazar
- 2000: Luna Papa
- 2000: England!
- 2007: Сон в Саду (Dream in the garden)
- 2008: Снова в пути (Again on the road)
- 2008: Аэроспирантэ (Воздуходышащие)

## Privatleben
Daler Nasarow war zweimal verheiratet, das erste Mal mit Munawwara Nabijewa, der Tochter von Rahmon Nabijew.